# Linda Margaret Watson
Linda Margaret Watson (15 de septiembre de 1955) es una exjugadora zimbabuense de hockey sobre césped.

## Trayectoria
Watson representó a la selección de Zimbabue en los Juegos Olímpicos de Moscú 1980. El seleccionado africano disputó el torneo, debido al boicot que realizaron varios países a la competencia y a la invitación para participar en la cita olímpica. En el certamen ganó la primera y única medalla de oro de la selección zimbabuense.